# Chirinda Forest Botanical Reserve

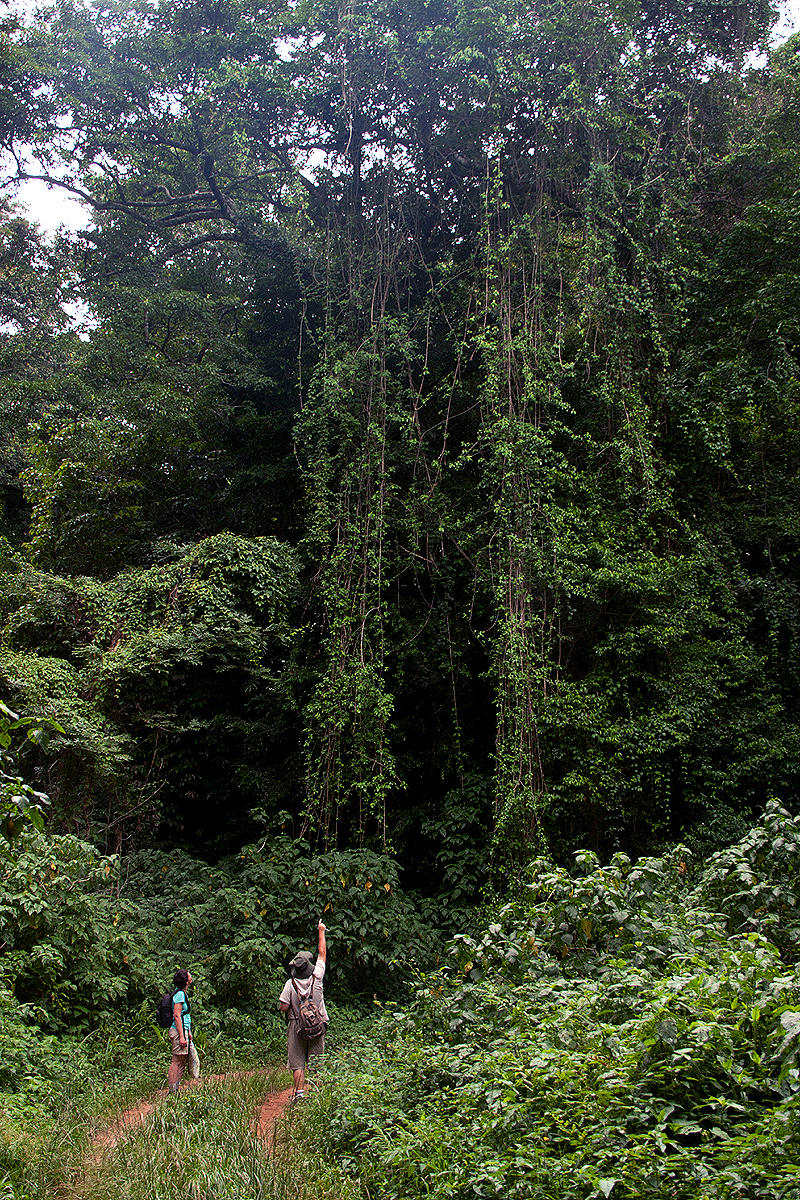
Chirinda Forest

Das Chirinda Forest Botanical Reserve ist ein Wald im Osten Simbabwes. Hier befindet sich unter anderem der höchste Baum Simbabwes, der sogenannte Big Tree.